# Tasmanoperla thalia
Tasmanoperla thalia är en bäcksländeart som först beskrevs av Newman 1839.  Tasmanoperla thalia ingår i släktet Tasmanoperla och familjen Austroperlidae. Inga underarter finns listade i Catalogue of Life.